# 北川聖
北川 聖（きたがわ あきら、2001年2月20日 - ）は、日本の女子バスケットボール選手である。ポジションはポイントガード。Wリーグの東京羽田ヴィッキーズ所属。

## 来歴
大阪府出身。
大阪薫英女学院高等学校でウィンターカップ準優勝を経験。
大阪人間科学大在学中、2019 3×3 U18ワールドカップ日本代表に選出。
2023年、新潟アルビレックスBBラビッツに加入。10月14日の富士通レッドウェーブ戦でWリーグデビューし、翌15日は陽本麻優の負傷退場を受けて途中出場し、チーム最多となる15得点をマーク。
2025年、新潟を退団。東京羽田ヴィッキーズに移籍。

## 日本代表歴
- 2019 3×3 U18ワールドカップ